# Capharnaum
A Capharnaum amerikai technikás death metal zenekar.

## Története
Az együttes 1993-ban alakult a Connecticut állambeli Avon-ban. Jason és Jordan Suecof testvérek alapították, ők ketten a mai napig része a zenekarnak. 1999-ben feloszlottak, de 2003-ban újraalakultak. Első nagylemezüket 1997-ben adták ki. 1999-ben egy demót is megjelentettek. 2004-ben a második stúdióalbumuk is piacra került.

## Tagok
- Jason Suecof - gitár (1993-1999, 2003-)
- Jordan Suecof - dobok (1993-1999, 2003-)
- Mike Poggione - basszusgitár (2003-)
- Matt Heafy - ének (2003-)
- Alex Vieira - gitár (2004-)

## Diszkográfia
- Reality Only Fantasized - album, 1997
- Plague of Spirits - demó, 1999
- Fractured - album, 2004